# Lista över ledamöter i Sametinget 1993–1997
Lista över ledamöter i Sametinget 1993–1997 förtecknar de 31 personer som valts in vid valet till Sametinget i Sverige, som hölls maj 1993. Följande ledamöter valdes in fyraårsperiod 1993–1997.

## Ledamöter
| Ledamot              | Parti                         |
| -------------------- | ----------------------------- |
| Ingwar Åhrén         | Svenska Samernas Riksförbund  |
| Nikolaus Stenberg    | Svenska Samernas Riksförbund  |
| Jörgen Jonsson       | Svenska Samernas Riksförbund  |
| Anna-Sigrid Wasara   | Svenska Samernas Riksförbund  |
| Aina Jonsson         | Svenska Samernas Riksförbund  |
| Ingrid Rehnfeldt     | Svenska Samernas Riksförbund  |
| Lars-Erik Kuhmunen   | Svenska Samernas Riksförbund  |
| Sigrid Stångberg     | Landsförbundet Svenska Samer  |
| Tage Joel Östergren  | Landsförbundet Svenska Samer  |
| Tomas Rydberg        | Landsförbundet Svenska Samer  |
| Bertil Kielatis      | Samernas Väl                  |
| Börje Allas          | Samisk solidaritet            |
| Lars-Nila Lasko      | Riksorganisationen Same Ätnam |
| Sonia Larsson Popa   | Riksorganisationen Same Ätnam |
| Jan-Olov Winka       | Samerna för framtiden         |
| Håkan Jonsson        | Jakt- och fiskesamerna        |
| Karin Magnusson      | Jakt- och fiskesamerna        |
| Lars Wilhelm Svonni  | Samerna                       |
| Roger Rimpi          | Samerna                       |
| Stig-Henry Johansson | Samerna                       |
| Nils Walkeapää       | Renägarförbundet              |
| Lars Jon Allas       | Renägarförbundet              |
| Anna Margith Påve    | Renägarförbundet              |
| Per Johan Palopää    | Renägarförbundet              |
| Olov Sikku           | Min Geaidnu                   |
| Olof T Johansson     | Min Geaidnu                   |
| Katarina Pirak       | Min Geaidnu                   |
| Sture Nilsson        | Vuovdega                      |
| Stefan Mikaelsson    | Vuovdega                      |
| Monica Sandström     | Vuovdega                      |
| Bengt Sevä           | Vuovdega                      |